# Centrum Wyższych Studiów Wojskowych
Centrum Wyższych Studiów Wojskowych (C.W.S.W.) – ośrodek doskonalenia pułkowników i generałów Wojska Polskiego do roli wyższych dowódców.

## Historia Centrum Wyższych Studiów Wojskowych
Centrum Wyższych Studiów Wojskowych funkcjonowało w latach 1923-1925, a następnie w latach 1927-1933. Przerwa w działalności wymuszona była trudnościami finansowymi. W pierwszym okresie funkcjonowania Centrum przeprowadziło dwa kursy, a w następnym pięć. Absolwentami kursów było 105 oficerów Wojska Polskiego przeznaczonych na najwyższe stanowiska dowódcze. W większości byli to oficerowie na stanowisku dowódcy dywizji lub równorzędnym.
Centrum powołane zostało do życia rozkazem Ministra Spraw Wojskowych z dnia 16 października 1923. 
Centrum podległe było Generalnemu Inspektorowi Sił Zbrojnych z którym dzieliło siedzibę przy al. Ujazdowskich 1 w Warszawie. W okresie swojego istnienia nawiązywało także ścisłą współpracę z Wyższą Szkołą Wojenną. Współorganizowała z tą uczelnią kursy wyższe dla oficerów lotnictwa i artylerii.
Na I kurs C.W.S.W. powołano trzech generałów i dwunastu pułkowników, w tym dziewięciu dowódców dywizji piechoty, dwóch dowódców brygad jazdy i dwóch szefów artylerii okręgów korpusów oraz jednego inspektora jazdy i jednego oficera sztabu Inspektoratu Armii. Po 20 stycznia 1924 do grupy słuchaczy dołączył, w charakterze hospitanta, Wacław Kłoczkowski, wówczas w stopniu generała brygady. 31 marca 1924 jeden słuchacz został awansowany na generała dywizji, a 5 na generała brygady ze starszeństwem z 1 lipca 1923 w korpusie generałów. 1 grudnia 1924, po zakończeniu kursu, kolejnych trzech absolwentów (Kowalewski, Jasiński i Prochaska) zostało awansowanych na generałów brygady ze starszeństwem z 15 sierpnia 1924. 
Na II kurs C.W.S.W. powołano czternastu generałów i trzech pułkowników, w tym sześciu dowódców dywizji piechoty i jednego dowódcę piechoty dywizyjnej oraz jednego dowódcę dywizji kawalerii i trzech dowódców brygad kawalerii, a także trzech szefów artylerii okręgów korpusów. Ponadto oficerów zajmujących stanowiska: szefa departamentu w M.S.Wojsk., zastępcy dowódcy okręgu korpusu i zastępcy szefa Sztabu Generalnego.
4 lipca 1932 Minister Spraw Wojskowych nadał absolwentom kursów I-VI odznaki Centrum Wyższych Studiów Wojskowych. Odznaki noszone były na prawej kieszeni munduru.

## I Kurs
I Kurs trwał od 15 listopada 1923 do 15 sierpnia 1924.
| 1  | gen. bryg. / gen. dyw. | Wacław Fara                | dowódca 2 DGór.            |                             |  |
| 2  | gen. bryg.             | Gustaw Kuchinka            | dowódca 27 DP              | zm. 6.XII.1923              |  |
| 3  | gen. bryg.             | Andrzej Galica             | dowódca 1 DGór.            |                             |  |
| 4  | gen. bryg. / kontradm. | Wacław Kłoczkowski         | dyspozycja M.S.Wojsk.      | hospitant, bez klasyfikacji |  |
| 5  | płk / gen. bryg.       | Gustaw Orlicz-Dreszer      | inspektor jazdy w IA Nr II |                             |  |
| 6  | płk / gen. bryg.       | Stanisław Burhardt-Bukacki | dowódca 8 DP               |                             |  |
| 7  | płk / gen. bryg.       | Stanisław Taczak           | dowódca 17 DP              |                             |  |
| 8  | płk / gen. bryg.       | Olgierd Pożerski           | szef Artylerii DOK Nr I    |                             |  |
| 9  | płk SG / gen. bryg.    | Wiktor Thommee             | I oficer sztabu IA Nr II   |                             |  |
| 10 | płk / gen. bryg.       | Aleksander Kowalewski      | szef Artylerii DOK Nr IV   |                             |  |
| 11 | płk / gen. bryg.       | Albin Jasiński             | dowódca 11 DP              |                             |  |
| 12 | płk / gen. bryg.       | Emil Prochaska             | dowódca 7 DP               |                             |  |
| 13 | płk                    | Karol Szemiot              | dowódca 29 DP              |                             |  |
| 14 | płk                    | Konstanty Plisowski        | dowódca 6 BJ               |                             |  |
| 15 | płk                    | Stefan Strzemieński        | dowódca 8 BJ               |                             |  |
| 16 | płk                    | Mieczysław Mackiewicz      | dowódca 30 DP              |                             |  |

W czwartek 14 sierpnia 1924 w Kasynie Garnizonowym w Warszawie odbył się pożegnalny obiad słuchaczy I Kursu CWSW, którzy po zakończeniu nauki podejmowali przedstawicieli Wyższej Szkoły Wojennej i przedstawicieli Wojskowej Misji Francuskiej w Polsce. Ministra Spraw Wojskowych reprezentował szef Administracji Armii, gen. dyw. Stefan Majewski. Ponadto w uroczystym obiedzie udział wzięli: inspektor armii, gen. broni Lucjan Żeligowski, dowódca Okręgu Korpusu Nr I w Warszawie, gen. dyw. Daniel Konarzewski, I zastępca szefa Sztabu Generalnego, gen. bryg. Edmund Kessler, szef francuskiej Misji Wojskowej w Polsce, gen. dyw. Charles Joseph Dupont z szefem sztabu, płk. Pujo, dyrektor nauk W.S.Woj., płk Louis Faury i dyrektor nauk CWSW, płk Trousson, a także liczne grono oficerów francuskich, wykładowców CWSW i W.S.Woj. W czasie biesiady, która trwała do północy, przygrywała orkiestra 1 pułku artylerii najcięższej.

## II Kurs
II Kurs trwał od 1 grudnia 1924 do 20 sierpnia 1925.
| 1  | gen. dyw.  | Kazimierz Dzierżanowski         | dowódca 28 DP                           |        |
| 2  | gen. dyw.  | Stanisław Wróblewski            | szef Departamentu I Piechoty M.S.Wojsk. |        |
| 3  | gen. dyw.  | Kazimierz Ładoś                 | dowódca 16 DP                           |        |
| 4  | gen. bryg. | Tadeusz Jastrzębski             | zastępca dowódcy Okręgu Korpusu Nr IX   |        |
| 5  | gen. bryg. | Juliusz Rómmel                  | dowódca 1 DK                            |        |
| 6  | gen. bryg. | Mikołaj Majewski                | szef artylerii Okręgu Korpusu Nr III    |        |
| 7  | gen. bryg. | Tadeusz Piskor                  | II zastępca szefa SG WP                 |        |
| 8  | gen. bryg. | Stanisław Oktawiusz Małachowski | dowódca 10 DP                           |        |
| 9  | gen. bryg. | Wincenty Kaczyński              | szef artylerii Okręgu Korpusu Nr I      | [ 13 ] |
| 10 | gen. bryg. | Michał Karaszewicz-Tokarzewski  | dowódca 19 DP                           |        |
| 11 | gen. bryg. | Kazimierz Fabrycy               | dowódca 3 DP Leg.                       |        |
| 12 | gen. bryg. | Aleksander Narbutt-Łuczyński    | dowódca 2 DP Leg.                       |        |
| 13 | gen. bryg. | Roman Jasieński                 | dowódca piechoty dywizyjnej 6 DP        |        |
| 14 | płk        | Stanisław Sochaczewski          | dowódca VII BK                          |        |
| 15 | płk        | Janusz Głuchowski               | dowódca I BK                            |        |
| 16 | płk        | Henryk Brzezowski               | dowódca 5 SBK                           |        |

## III Kurs
Początkowo III Kurs miał się rozpocząć 15 listopada 1925. Na kurs został powołany między innymi gen. bryg. Mieczysław Norwid-Neugebauer, szef Departamentu VII Intendentury M.S.Wojsk.
Ostatecznie III Kurs trwał od 3 stycznia 1927 do 24 czerwca 1927. 16 marca 1927 roku, w trakcie kursu, pułkownicy Romuald Dąbrowski, Józef Olszyna-Wilczyński, Stanisław Sołłohub-Dowoyno i Franciszek Sikorski zostali awansowani na generałów brygady.
| 1  | gen. bryg.  | Anatol Kędzierski           | dowódca 14 DP                                     |  |
| 2  | gen. bryg.  | Mieczysław Dąbkowski        | dowódca 7 DP                                      |  |
| 3  | gen. bryg.  | Józef Tokarzewski           | szef Departamentu Kawalerii M.S.Wojsk.            |  |
| 4  | płk piech.  | Romuald Dąbrowski           | dowódca 28 DP                                     |  |
| 5  | płk piech.  | Franciszek Sikorski         | dowódca 9 DP                                      |  |
| 6  | płk piech.  | Stanisław Dowoyno-Sołłohub  | dowódca PD 4 DP                                   |  |
| 7  | płk SG      | Henryk Bobkowski            | dowódca 8 DP                                      |  |
| 8  | płk SG inż. | Michał Bajer                | dyspozycja szefa SG WP                            |  |
| 9  | płk piech.  | Władysław Bończa-Uzdowski   | dyspozycja M.S.Wojsk.                             |  |
| 10 | płk piech.  | Antoni Szylling             | dowódca PD 23 DP                                  |  |
| 11 | płk sap.    | Józef Olszyna-Wilczyński    | dowódca 1 Brygady KOP                             |  |
| 12 | płk kaw.    | Michał Ostrowski            | dowódca XVIII BK                                  |  |
| 13 | płk art.    | Stanisław Marian Rohoziński | zastępca szefa 1 Okręgowego Szefostwa Artylerii   |  |
| 14 | płk art.    | Stanisław Miller            | zastępca szefa Departamentu Uzbrojenia M.S.Wojsk. |  |
| 15 | płk sap.    | Ludwik Hickiewicz           | szef Saperów Okręgu Korpusu Nr I                  |  |

## IV Kurs
IV Kurs trwał od 6 grudnia 1929 do 10 lipca 1930.
| 1  | gen. bryg.      | Czesław Jarnuszkiewicz             | zastępca dowódcy Okręgu Korpusu Nr I                                                                   |
| 2  | płk piech.      | Bolesław Jatelnicki                | dowódca piechoty dywizyjnej 4 Dywizji Piechoty                                                         |
| 3  | gen. bryg.      | Jan Kazimierz Kruszewski           | dowódca 1 Dywizji Piechoty Legionów                                                                    |
| 4  | gen. bryg.      | Kazimierz Łukoski                  | dowódca 11 Dywizji Piechoty                                                                            |
| 5  | płk kaw.        | Stanisław Grzmot-Skotnicki         | dowódca 9 Samodzielnej Brygady Kawalerii, 24 XII 1929 gen. bryg.                                       |
| 6  | gen. bryg.      | Mieczysław Smorawiński             | |
| 7  | gen. bryg.      | Juliusz Zulauf                     | |
| 8  | płk art.        | Aleksander Batory                  | dowódca 8 Pułku Artylerii Polowej (od 23 XII 1929 - dowódca 5 Grupy Artylerii)                         |
| 9  | płk piech. inż. | Bolesław Fijałkowski               | dowódca piechoty dywizyjnej 23 Dywizji Piechoty                                                        |
| 10 | płk piech.      | Eugeniusz Godziejewski             | dowódca 4 Brygady Ochrony Pogranicza                                                                   |
| 11 | płk art.        | Józef Korycki                      | dowódca 16 Pułku Artylerii Polowej (od 23 XII 1929 - dowódca 8 Grupy Artylerii)                        |
| 12 | płk             | Rudolf Niemira                     | |
| 13 | płk             | Zygmunt Piasecki                   | |
| 14 | płk inż.        | Zygmunt Podhorski                  | |
| 15 | płk art.        | Karol Schrötter                    | dowódca 3 Pułku Artylerii Ciężkiej (od 23 XII 1929 - dowódca 3 Grupy Artylerii)                        |
| 16 | płk             | Julian Skokowski                   | dowódca piechoty dywizyjnej 19 Dywizji Piechoty                                                        |
| 17 | płk sap.        | Jan Skoryna                        | dowódca 2 Brygady Saperów                                                                              |
| 18 | płk             | Rudolf Kazimierz Underka de Tirion | |
| 19 | płk             | Stanisław Henryk Józef Więckowski  | dowódca 17 Pułku Artylerii Polowej (od 23 XII 1929 - zastępca szefa Departamentu Artylerii M.S.Wojsk.) |
| 20 | płk piech.      | Władysław Grabowski                | dowódca piechoty dywizyjnej 14 Dywizji Piechoty, † 28/29 IV 1930                                       |
| 21 | płk pil.        | Jan Sendorek                       | zastępca szefa Departamentu Aeronautyki M.S.Wojsk.                                                     |

## V Kurs

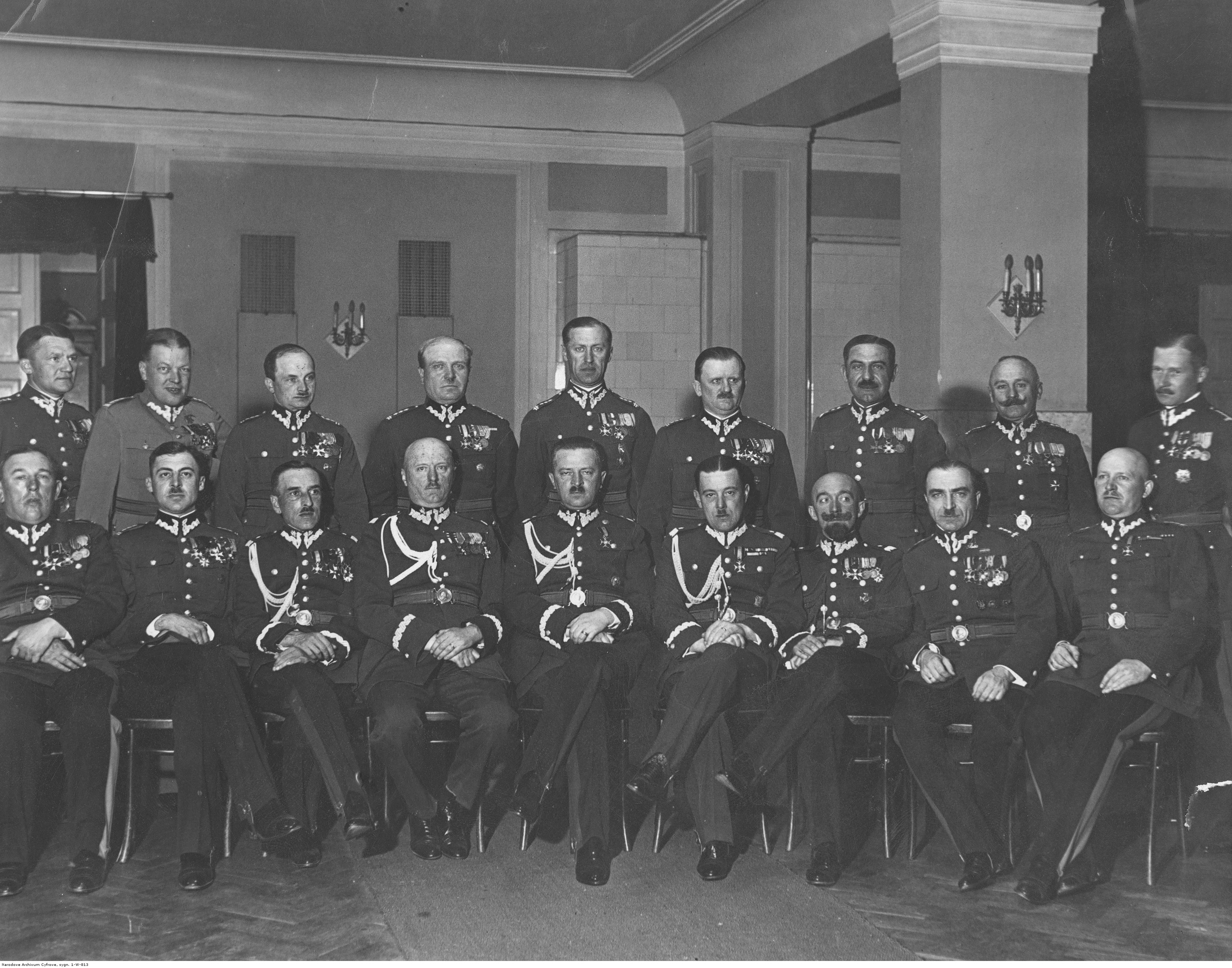
Centrum Wyższych Studiów Wojskowych - uczestnicy V kursu

V Kurs trwał od 6 grudnia 1930 do 31 lipca 1931.
| 1  | gen. bryg. | Tadeusz Malinowski        | dowódca 17 DP                          |  |
| 2  | gen. bryg. | Czesław Młot-Fijałkowski  | dowódca 18 DP                          |  |
| 3  | gen. bryg. | Stanisław Skwarczyński    | dowódca 1 DP Leg.                      |  |
| 4  | gen. bryg. | Jerzy Wołkowicki          | dowódca 27 DP                          |  |
| 5  | płk inż.   | Janusz Beaurain           | dowódca 1 Grupy Aeronautycznej         |  |
| 6  | płk art.   | Jan Maciej Bold           | szef Departamentu Artylerii M.S.Wojsk. |  |
| 7  | płk art.   | Leopold Cehak             | dowódca 6 Grupy Artylerii              |  |
| 8  | płk sap.   | Roman Bolesław Ciborowski | dowódca 1 Brygady Saperów w Modlinie   |  |
| 9  | płk kaw.   | Stefan Dembiński          | dowódca XII BK                         |  |
| 10 | płk kaw.   | Wincenty Jasiewicz        | dowódca X BK                           |  |
| 11 | płk piech. | Stanisław Józef Kozicki   | dowódca piechoty dywizyjnej 8 DP       |  |
| 12 | płk kaw.   | Stefan Hanka-Kulesza      | dowódca XVII BK                        |  |
| 13 | płk piech. | Bernard Mond              | dowódca piechoty dywizyjnej 6 DP       |  |
| 14 | płk piech. | Wilhelm Orlik-Rückemann   | II dowódca piechoty dywizyjnej 23 DP   |  |
| 15 | płk piech. | Kazimierz Sawicki         | dowódca piechoty dywizyjnej 29 DP      |  |
| 16 | płk art.   | Kazimierz Schally         | dowódca 1 Grupy Artylerii              |  |
| 17 | płk art.   | Eugeniusz Gałuszczyński   | dowódca 9 Grupy Artylerii              |  |

## VI Kurs
VI Kurs trwał od 10 listopada 1931 do 15 lipca 1932.
| 1  | gen. bryg.     | Walerian Czuma                   | dowódca 5 DP                             |  |
| 2  | gen. bryg.     | Włodzimierz Maxymowicz-Raczyński | dowódca 4 DP                             |  |
| 3  | gen. bryg.     | Sergiusz Zahorski                | dowódca BK "Poznań"                      |  |
| 4  | płk piech.     | Władysław Dragat                 | dowódca PD 22 DPG                        |  |
| 5  | płk dypl.      | Adam Korytowski                  | dowódca BK „Równe”                       |  |
| 6  | płk art.       | Henryk Kreiss                    | dowódca 2 GA                             |  |
| 7  | płk art.       | Otton Krzisch                    | dowódca 9 pal                            |  |
| 8  | płk piech.     | Józef Kustroń                    | dowódca PD 16 DP                         |  |
| 9  | płk piech.     | Józef Kwaciszewski               | dowódca PD 18 DP                         |  |
| 10 | płk art.       | Karol Ignacy Nowak               | dowódca 12 pal                           |  |
| 11 | płk piech.     | Michał Pakosz                    | dowódca OWar. "Wilno"                    |  |
| 12 | płk dypl.      | Władysław Pieniążek              | dowódca PD 11 DP                         |  |
| 13 | płk dypl. inż. | Ludomił Rayski                   | szef Departamentu Aeronautyki M.S.Wojsk. |  |
| 14 | płk dypl.      | Ludwik Kmicic-Skrzyński          | dowódca BK "Białystok"                   |  |

## VII Kurs
VII Kurs trwał od 10 listopada 1932 do 10 sierpnia 1933.
| 1  | gen. bryg.           | Edmund Knoll-Kownacki        | dowódca 13 DP                      | 1891 | dowódca Okręgu Korpusu Nr VII (1935)                 |
| 2  | płk dypl. piech.     | Gustaw Paszkiewicz           | dowódca piechoty dywizyjnej 24 DP  | 1892 | dowódca 12 DP (1935), gen. bryg. (1938)              |
| 3  | płk dypl. piech.     | Alfons Wojtkielewicz         | dowódca piechoty dywizyjnej 12 DP  | 1885 | stan spoczynku (1935), gen. bryg. (pośm. 2007)       |
| 4  | płk piech.           | Franciszek Dindorf-Ankowicz  | dowódca piechoty dywizyjnej 30 DP  | 1888 | dowódca 10 DP, gen. bryg. (1938)                     |
| 5  | płk dypl. piech.     | Romuald Wolikowski           | dowódca piechoty dywizyjnej 4 DP   | 1891 | pomocnik dowódcy OK VII (1938), gen. bryg. (1941)    |
| 6  | płk piech.           | Alojzy Wir-Konas             | dowódca piechoty dywizyjnej 21 DPG | 1894 | dowódca 38 DP (1939)                                 |
| 7  | płk piech.           | Roman Witorzeniec            | dowódca piechoty dywizyjnej 17 DP  | 1891 | pomocnik dowódcy OK V (1935)                         |
| 8  | płk piech.           | Franciszek Alter             | dowódca piechoty dywizyjnej 14 DP  | 1889 | dowódca 25 DP (1935), gen. bryg. (1939)              |
| 9  | płk piech.           | Ludwik Bittner               | dowódca piechoty dywizyjnej 5 DP   | 1892 | pomocnik dowódcy KOP (1938), gen. bryg. (1943)       |
| 10 | płk dypl. kaw. dr    | Roman Abraham                | dowódca BK „Toruń”                 | 1891 | dowódca Wlkp. BK (1937), gen. bryg. (1938)           |
| 11 | płk dypl. sap. inż.  | Władysław Ludwik Zachorowski | dowódca 3 Brygady Saperów          | 1890 |                                                      |
| 12 | płk dypl. łącz. inż. | Stefan Rotarski              | dowódca piechoty dywizyjnej 10 DP  | 1886 | pomocnik dowódcy OK VI (1935), stan spoczynku (1936) |

## Komendanci Centrum Wyższych Studiów Wojskowych
- gen. dyw. Lucjan Żeligowski (od 16 X 1923)
- gen. bryg. Jan Thullie
- płk Ludwik Lichtarowicz p.o.
- gen. bryg. Janusz Głuchowski (od 4 VI 1930[17]
- gen. bryg. Edmund Knoll-Kownacki